# Collegio di Luton North
Luton North è un collegio elettorale situato nel Bedfordshire, nell'Est dell'Inghilterra, e rappresentato alla Camera dei comuni del Parlamento del Regno Unito. Elegge un membro del parlamento con il sistema first-past-the-post, ossia maggioritario a turno unico; l'attuale parlamentare è Sarah Owen del Partito Laburista, che rappresenta il collegio dal 2019.

## Estensione

Luton North dal 2010 al 2024

- 1983-1997: i ward del Borough di Luton di Bramingham, Challney, Icknield, Leagrave, Lewsey, Limbury e Sundon Park, i ward del distretto di Mid Bedfordshire di Flitton and Pulloxhill, Flitwick East, Flitwick West, Harlington e Westoning, e i ward del distretto di South Bedfordshire di Barton-le-Clay, Streatley e Toddington.
- 1997-2010: i ward del Borough di Luton di Bramingham, Challney, Icknield, Leagrave, Lewsey, Limbury, Saints e Sundon Park.
- 2010-2024: i ward del Borough di Luton di Barnfield, Bramingham, Challney, Icknield, Leagrave, Lewsey, Limbury, Northwell, Saints e Sundon Park.
- dal 2024: i ward del Borough di Luton di Barnfield; Beech Hill; Bramingham; Challney; Leagrave; Lewsey; Limbury; Northwell; Poets; Saints; Sundon Park e Stopsley.[1]

Luton North fu creato nel 1983, come successore del collegio di Luton West. Consiste della porzione settentrionale della città di Luton.

## Membri del parlamento
| Elezione | Elezione | Deputato       | Partito      |
| -------- | -------- | -------------- | ------------ |
|          | 1983     | John Carlisle  | Conservatore |
|          | 1997     | Kelvin Hopkins | Laburista    |
|          | 2017     | Kelvin Hopkins | Indipendente |
|          | 2019     | Sarah Owen     | Laburista    |

## Elezioni

### Elezioni negli anni 2020
| Partito                    | Partito                                | Candidato                  | Risultati 4 luglio 2024 | Risultati 4 luglio 2024 |
| Partito                    | Partito                                | Candidato                  | Voti                    | %                       |
| -------------------------- | -------------------------------------- | -------------------------- | ----------------------- | ----------------------- |
|                            | Laburista                              | Sarah Owen                 | 14 677                  | 37,88                   |
|                            | Conservatore                           | Jilleane Brown             | 7 167                   | 18,50                   |
|                            | Reform UK                              | James Fletcher             | 4 666                   | 12,04                   |
|                            | Indipendente                           | Toqueer Shah               | 4 393                   | 11,34                   |
|                            | Workers                                | Waheed Akbar               | 3 914                   | 10,10                   |
|                            | Verdi                                  | Ejel Khan                  | 1 940                   | 5,01                    |
|                            | Lib Dem                                | Sean Prendergast           | 1 890                   | 4,88                    |
|                            | Social Democratico                     | Paul Trathen               | 98                      | 0,25                    |
|                            |                                        |                            |                         |                         |
| Iscritti                   | Iscritti                               | Iscritti                   | 74 866                  | 100,00                  |
| ↳ Votanti (% su iscritti)  | ↳ Votanti (% su iscritti)              | ↳ Votanti (% su iscritti)  | 38 745                  | 51,75                   |
| ↳ Astenuti (% su iscritti) | ↳ Astenuti (% su iscritti)             | ↳ Astenuti (% su iscritti) | 36 121                  | 48,25                   |
|                            |                                        |                            |                         |                         |
|                            | Esito: collegio confermato a Laburista |                            |                         |                         |

### Elezioni negli anni 2010
| Partito                    | Partito                                | Candidato                  | Risultati 12 dicembre 2019 | Risultati 12 dicembre 2019 |
| Partito                    | Partito                                | Candidato                  | Voti                       | %                          |
| -------------------------- | -------------------------------------- | -------------------------- | -------------------------- | -------------------------- |
|                            | Laburista                              | Sarah Owen                 | 23 496                     | 55,17                      |
|                            | Conservatore                           | Jeet Bains                 | 14 249                     | 33,46                      |
|                            | Lib Dem                                | Linda Jack                 | 2 063                      | 4,84                       |
|                            | Brexit                                 | Sudhir Sharma              | 1 215                      | 2,85                       |
|                            | Verdi                                  | Simon Hall                 | 771                        | 1,81                       |
|                            | Indipendente                           | Muhammad Rehman            | 646                        | 1,52                       |
|                            | Women's Equality                       | Serena Laidley             | 149                        | 0,35                       |
|                            |                                        |                            |                            |                            |
| Iscritti                   | Iscritti                               | Iscritti                   | 68 185                     | 100,00                     |
| ↳ Votanti (% su iscritti)  | ↳ Votanti (% su iscritti)              | ↳ Votanti (% su iscritti)  | 42 589                     | 62,46                      |
| ↳ Astenuti (% su iscritti) | ↳ Astenuti (% su iscritti)             | ↳ Astenuti (% su iscritti) | 25 596                     | 37,54                      |
|                            |                                        |                            |                            |                            |
|                            | Esito: collegio confermato a Laburista |                            |                            |                            |

| Partito                    | Partito                                | Candidato                  | Risultati 8 giugno 2017 | Risultati 8 giugno 2017 |
| Partito                    | Partito                                | Candidato                  | Voti                    | %                       |
| -------------------------- | -------------------------------------- | -------------------------- | ----------------------- | ----------------------- |
|                            | Laburista                              | Kelvin Hopkins             | 29 765                  | 63,84                   |
|                            | Conservatore                           | Caroline Kerswell          | 15 401                  | 33,03                   |
|                            | Lib Dem                                | Rabi Martins               | 808                     | 1,73                    |
|                            | Verdi                                  | Simon Hall                 | 648                     | 1,39                    |
|                            |                                        |                            |                         |                         |
| Iscritti                   | Iscritti                               | Iscritti                   | 65 664                  | 100,00                  |
| ↳ Votanti (% su iscritti)  | ↳ Votanti (% su iscritti)              | ↳ Votanti (% su iscritti)  | 46 622                  | 71,00                   |
| ↳ Astenuti (% su iscritti) | ↳ Astenuti (% su iscritti)             | ↳ Astenuti (% su iscritti) | 19 042                  | 29,00                   |
|                            |                                        |                            |                         |                         |
|                            | Esito: collegio confermato a Laburista |                            |                         |                         |

| Partito                    | Partito                                | Candidato                  | Risultati 7 maggio 2015 | Risultati 7 maggio 2015 |
| Partito                    | Partito                                | Candidato                  | Voti                    | %                       |
| -------------------------- | -------------------------------------- | -------------------------- | ----------------------- | ----------------------- |
|                            | Laburista                              | Kelvin Hopkins             | 22 243                  | 52,25                   |
|                            | Conservatore                           | Dean Russell               | 12 739                  | 29,92                   |
|                            | UKIP                                   | Allan White                | 5 318                   | 12,49                   |
|                            | Lib Dem                                | Aroosa Ulzaman             | 1 299                   | 3,05                    |
|                            | Verdi                                  | Sofiya Ahmed               | 972                     | 2,28                    |
|                            |                                        |                            |                         |                         |
| Iscritti                   | Iscritti                               | Iscritti                   | 66 517                  | 100,00                  |
| ↳ Votanti (% su iscritti)  | ↳ Votanti (% su iscritti)              | ↳ Votanti (% su iscritti)  | 42 571                  | 64,00                   |
| ↳ Astenuti (% su iscritti) | ↳ Astenuti (% su iscritti)             | ↳ Astenuti (% su iscritti) | 23 946                  | 36,00                   |
|                            |                                        |                            |                         |                         |
|                            | Esito: collegio confermato a Laburista |                            |                         |                         |

| Partito                    | Partito                                | Candidato                  | Risultati 6 maggio 2010 | Risultati 6 maggio 2010 |
| Partito                    | Partito                                | Candidato                  | Voti                    | %                       |
| -------------------------- | -------------------------------------- | -------------------------- | ----------------------- | ----------------------- |
|                            | Laburista                              | Kelvin Hopkins             | 21 192                  | 49,26                   |
|                            | Conservatore                           | Jeremy Brier               | 13 672                  | 31,78                   |
|                            | Lib Dem                                | Rabi Martins               | 4 784                   | 11,12                   |
|                            | UKIP                                   | Colin Brown                | 1 564                   | 3,64                    |
|                            | BNP                                    | Shelley Rose               | 1 316                   | 3,06                    |
|                            | Verdi                                  | Simon Hall                 | 490                     | 1,14                    |
|                            |                                        |                            |                         |                         |
| Iscritti                   | Iscritti                               | Iscritti                   | 65 676                  | 100,00                  |
| ↳ Votanti (% su iscritti)  | ↳ Votanti (% su iscritti)              | ↳ Votanti (% su iscritti)  | 43 018                  | 65,50                   |
| ↳ Astenuti (% su iscritti) | ↳ Astenuti (% su iscritti)             | ↳ Astenuti (% su iscritti) | 22 658                  | 34,50                   |
|                            |                                        |                            |                         |                         |
|                            | Esito: collegio confermato a Laburista |                            |                         |                         |

### Elezioni negli anni 2000
| Partito                    | Partito                                | Candidato                  | Risultati 5 maggio 2005 | Risultati 5 maggio 2005 |
| Partito                    | Partito                                | Candidato                  | Voti                    | %                       |
| -------------------------- | -------------------------------------- | -------------------------- | ----------------------- | ----------------------- |
|                            | Laburista                              | Kelvin Hopkins             | 19 062                  | 48,72                   |
|                            | Conservatore                           | Hannah S. Hall             | 12 575                  | 32,14                   |
|                            | Lib Dem                                | Linda A. Jack              | 6 081                   | 15,54                   |
|                            | UKIP                                   | Colin Brown                | 1 255                   | 3,21                    |
|                            | Open Forum                             | Kayson J. Gurney           | 149                     | 0,38                    |
|                            |                                        |                            |                         |                         |
| Iscritti                   | Iscritti                               | Iscritti                   | 68 156                  | 100,00                  |
| ↳ Votanti (% su iscritti)  | ↳ Votanti (% su iscritti)              | ↳ Votanti (% su iscritti)  | 39 122                  | 57,40                   |
| ↳ Astenuti (% su iscritti) | ↳ Astenuti (% su iscritti)             | ↳ Astenuti (% su iscritti) | 29 034                  | 42,60                   |
|                            |                                        |                            |                         |                         |
|                            | Esito: collegio confermato a Laburista |                            |                         |                         |

| Partito                    | Partito                                | Candidato                  | Risultati 7 giugno 2001 | Risultati 7 giugno 2001 |
| Partito                    | Partito                                | Candidato                  | Voti                    | %                       |
| -------------------------- | -------------------------------------- | -------------------------- | ----------------------- | ----------------------- |
|                            | Laburista                              | Kelvin Hopkins             | 22 187                  | 56,71                   |
|                            | Conservatore                           | Amanda Sater               | 12 210                  | 31,21                   |
|                            | Lib Dem                                | Robert C.H. Hoyle          | 3 795                   | 9,70                    |
|                            | UKIP                                   | Colin Brown                | 934                     | 2,39                    |
|                            |                                        |                            |                         |                         |
| Iscritti                   | Iscritti                               | Iscritti                   | 67 575                  | 100,00                  |
| ↳ Votanti (% su iscritti)  | ↳ Votanti (% su iscritti)              | ↳ Votanti (% su iscritti)  | 39 126                  | 57,90                   |
| ↳ Astenuti (% su iscritti) | ↳ Astenuti (% su iscritti)             | ↳ Astenuti (% su iscritti) | 28 449                  | 42,10                   |
|                            |                                        |                            |                         |                         |
|                            | Esito: collegio confermato a Laburista |                            |                         |                         |

## Risultati dei referendum

### Referendum sulla permanenza del Regno Unito nell'Unione europea del 2016
|             | Collegio    | Lasciare UE % | Rimanere in UE % |
| ----------- | ----------- | ------------- | ---------------- |
|             | Luton North | 58,2%         | 41,8%            |
| Inghilterra | 53,3%       | 46,7%         |                  |
| Regno Unito | 51,9%       | 48,1%         |                  |